# Rattengif

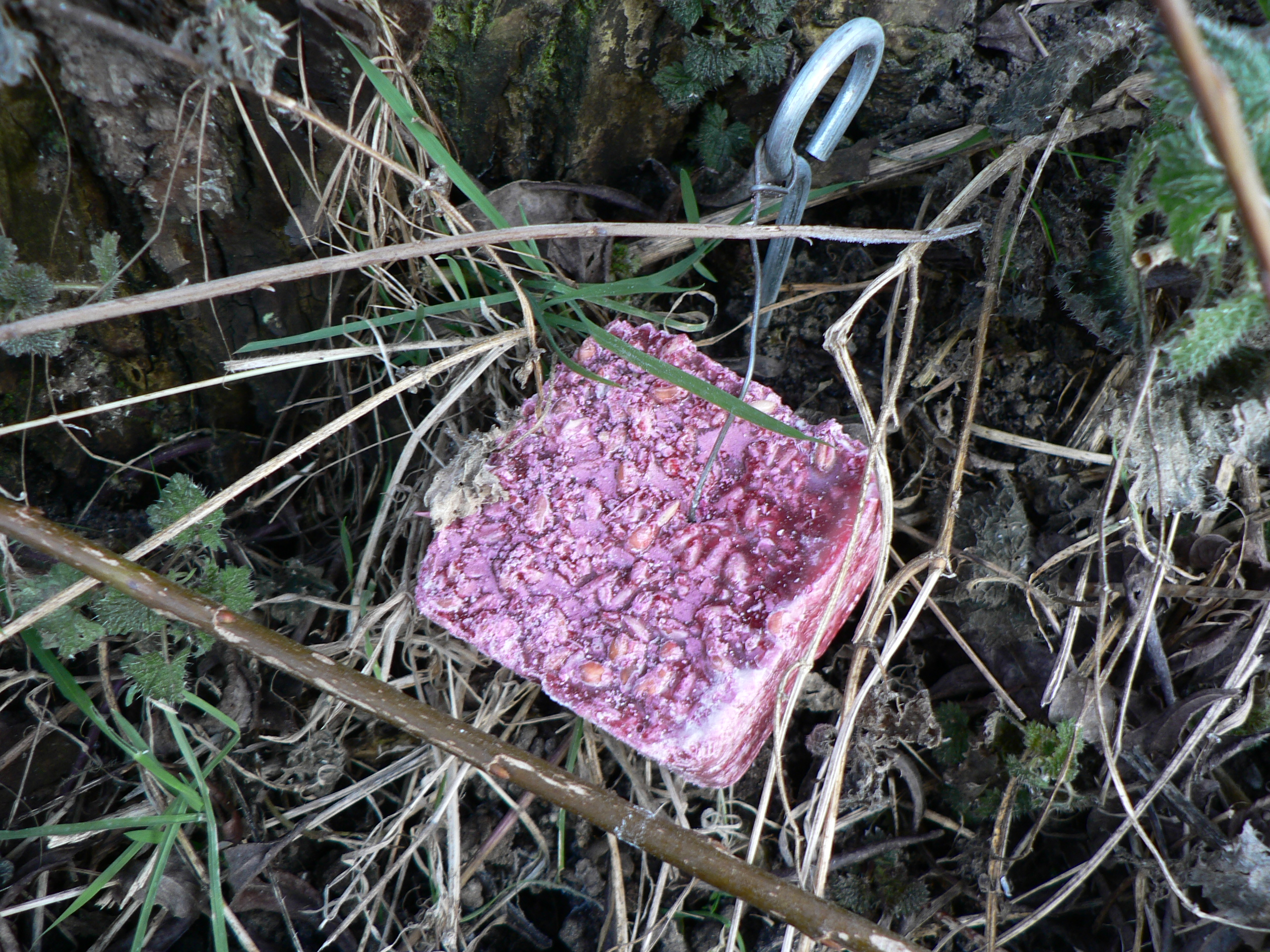
Blok met rattengif

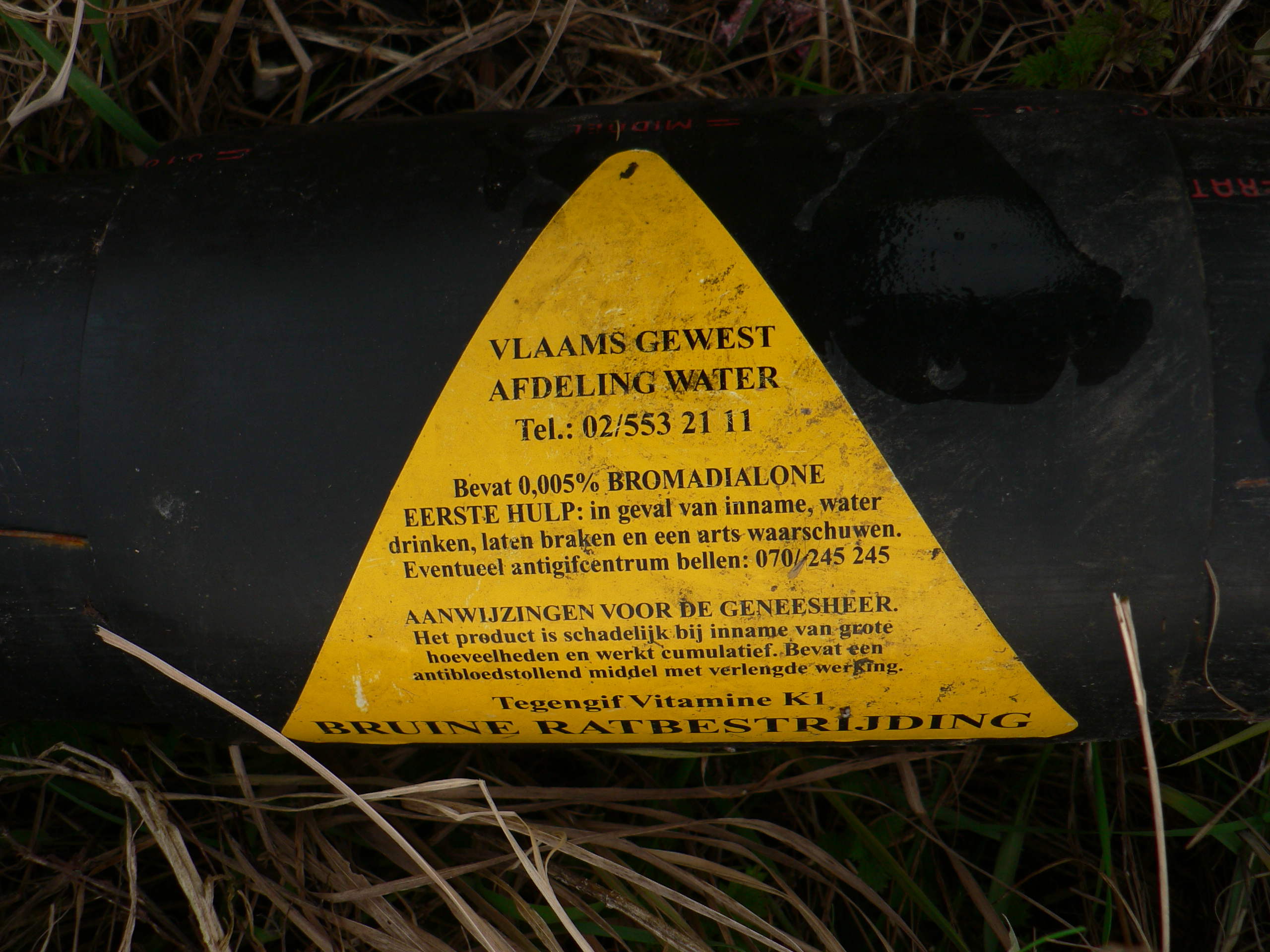
Rattengifwaarschuwing van het Vlaams Gewest

Rattengif of rodenticide is een verzamelnaam voor verschillende vergiften (biocides) die bedoeld zijn ter verdelging van ratten. De Europese regelgeving klasseert deze middelen onder productgroep PT 14.
Een bruikbaar hedendaags rattengif is smaak- en reukloos en heeft een uitgestelde werking. Ratten zijn lastig te doden met vergif, dit komt door hun eetgewoonten. Ze eten kleine beetjes, wachten even, en eten pas verder als ze niet meteen ziek worden. De eerste dosis moet dus onvoldoende zijn om het dier meteen te doden. Zou de rat wel na één dosis gif-opname doodgaan, dan treedt er bij de andere ratten aasschuwheid op. Om deze reden wordt er sinds de jaren 1960 alleen nog met multi-dosismiddelen gewerkt. De rat zal na ongeveer 4 tot 14 dagen (2 à 3 opnames) doodgaan door inwendige bloedingen.

## Indeling
Rattenvergif waar het werkingsmechanisme op een verstoring van de coagulatie berust, worden als volgt ingedeeld:
- Eerste generatie
  - Warfarine
  - Cumatetralyl
- Tweede generatie
  - Brodifacoum
  - Bromadiolon
  - Chloorfacinon
  - Difenacum
  - Difethialon
  - Difacinon
  - Flocumafen

De ratten sterven door interne bloedingen. Bij rattengif van de eerste generatie bestaat geen gevaar voor andere diersoorten, die eventueel de kadavers van de ratten eten. De werking van deze coumarinederivaten berust op een verstoring van de vitamine K-synthese. Vitamine K is nodig voor de activering van protrombine, een factor in het bloedstollingsmechanisme. Rattengif als Warfarine, Cumatetraly en Difenacum heeft tevens indirecte gevolgen voor de rest van de rattenfamilie. Het gif zorgt niet voor een afstotelijke geur van het rattenlichaam, hierdoor zullen de ratten het vergiftige lichaam opeten.

## Alternatieven
Andere als rattengif gebruikte chemicaliën zijn:
- Alfachloralose
- Arseenverbindingen (bijvoorbeeld arseen(III)oxide)
- Barium (giftig zwaar metaal)
- Bariumcarbonaat
- Bromethaline (tast het zenuwstelsel aan, geen antigif beschikbaar)
- Cyanide
- Pindon
- Strychnine
- Tetramine
- Thallium (een toxisch metaal)